# Tunja
Tunja je město v Kolumbii, správní středisko departementu Boyacá. Leží ve výšce 2820 m n. m. v altiplanu pohoří Východní Kordillery a žije zde přibližně 190 tisíc osob (rok 2016). Toto město bylo založeno 6. srpna 1539 španělským kapitánem Gonzalo Suarez Rendonem, před příchodem Španělů zde existovalo indiánské město Hunza.

## Galerie

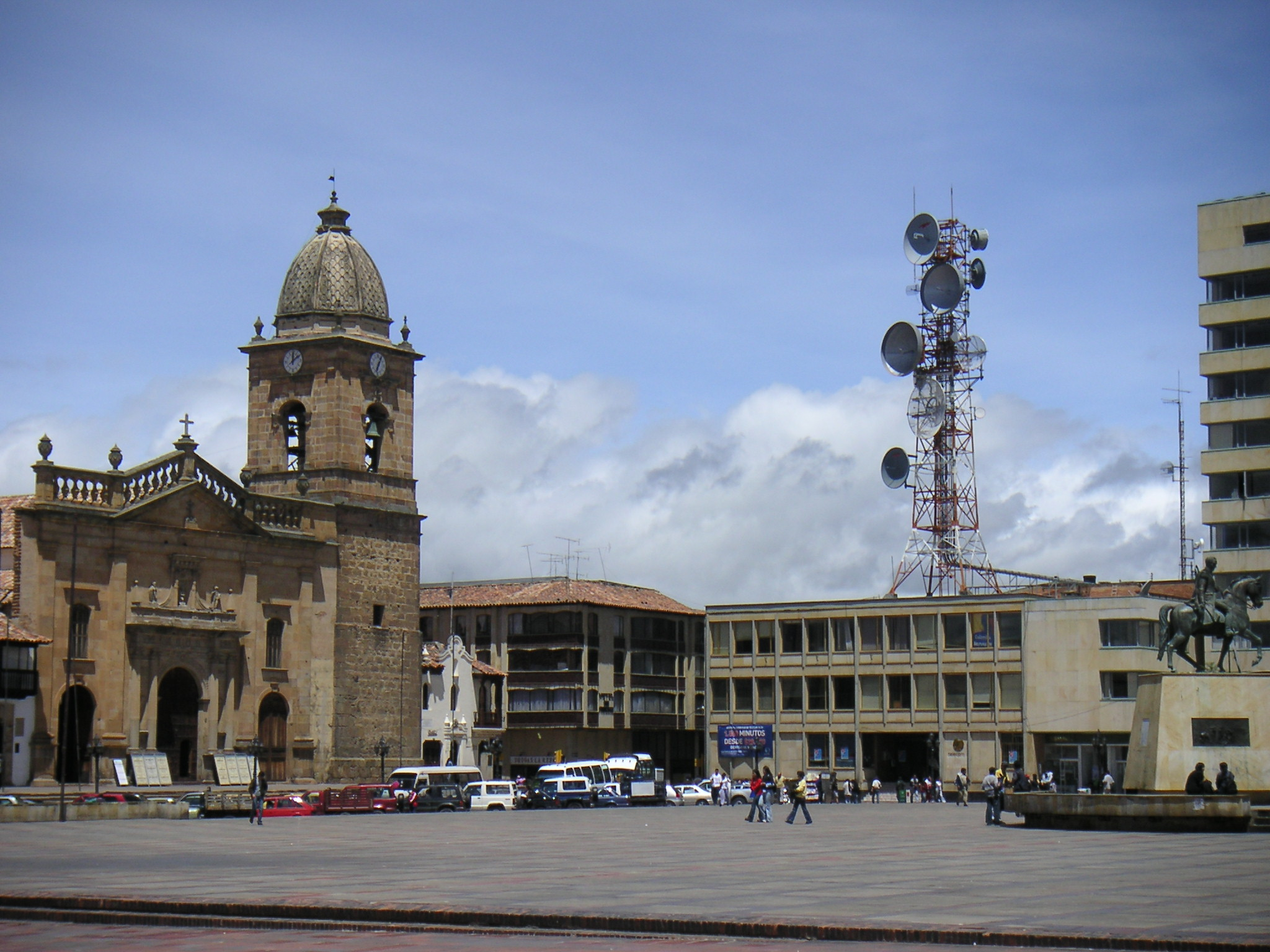
katedrála na Bolívarově náměstí
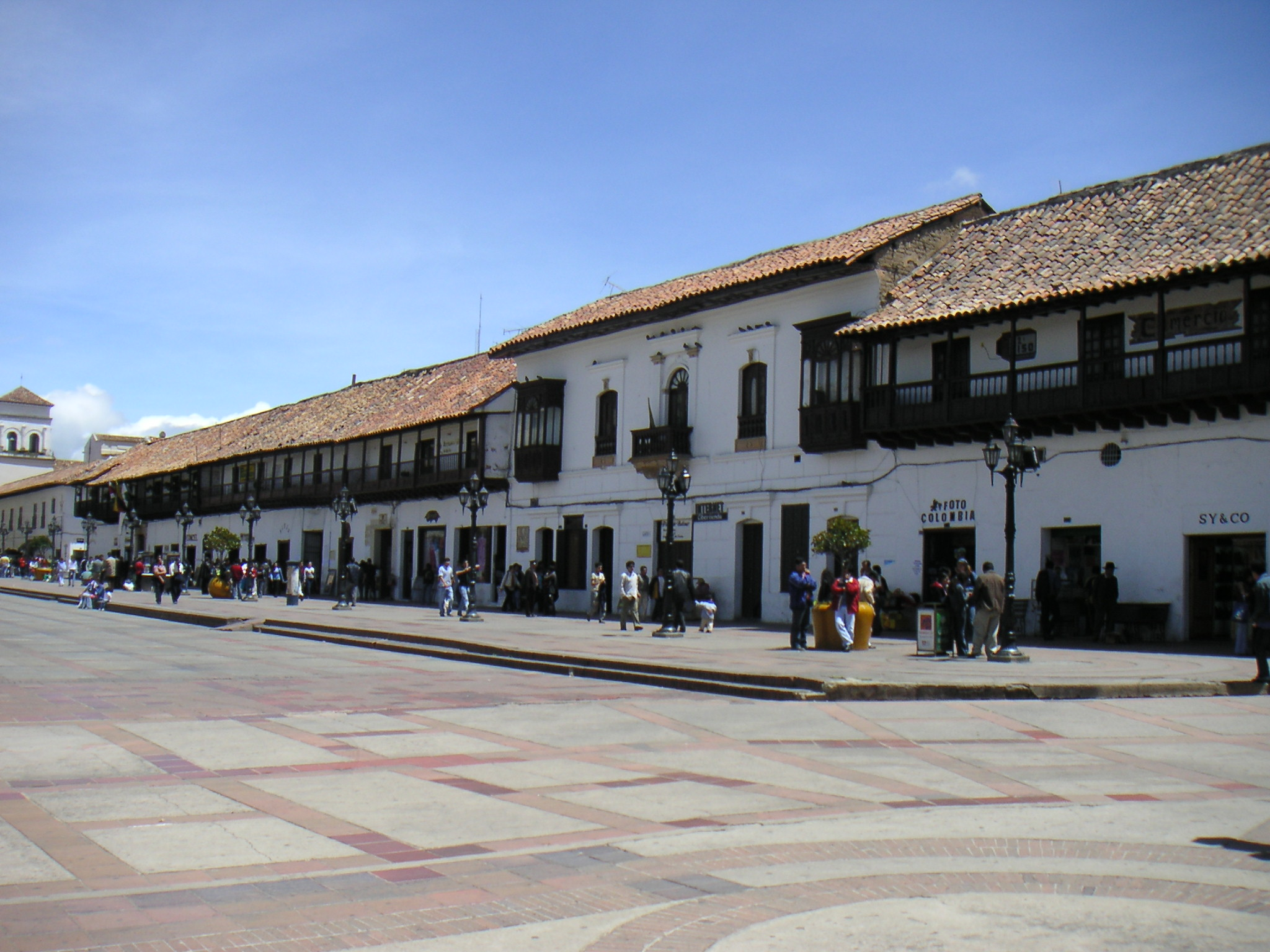
Plaza Central
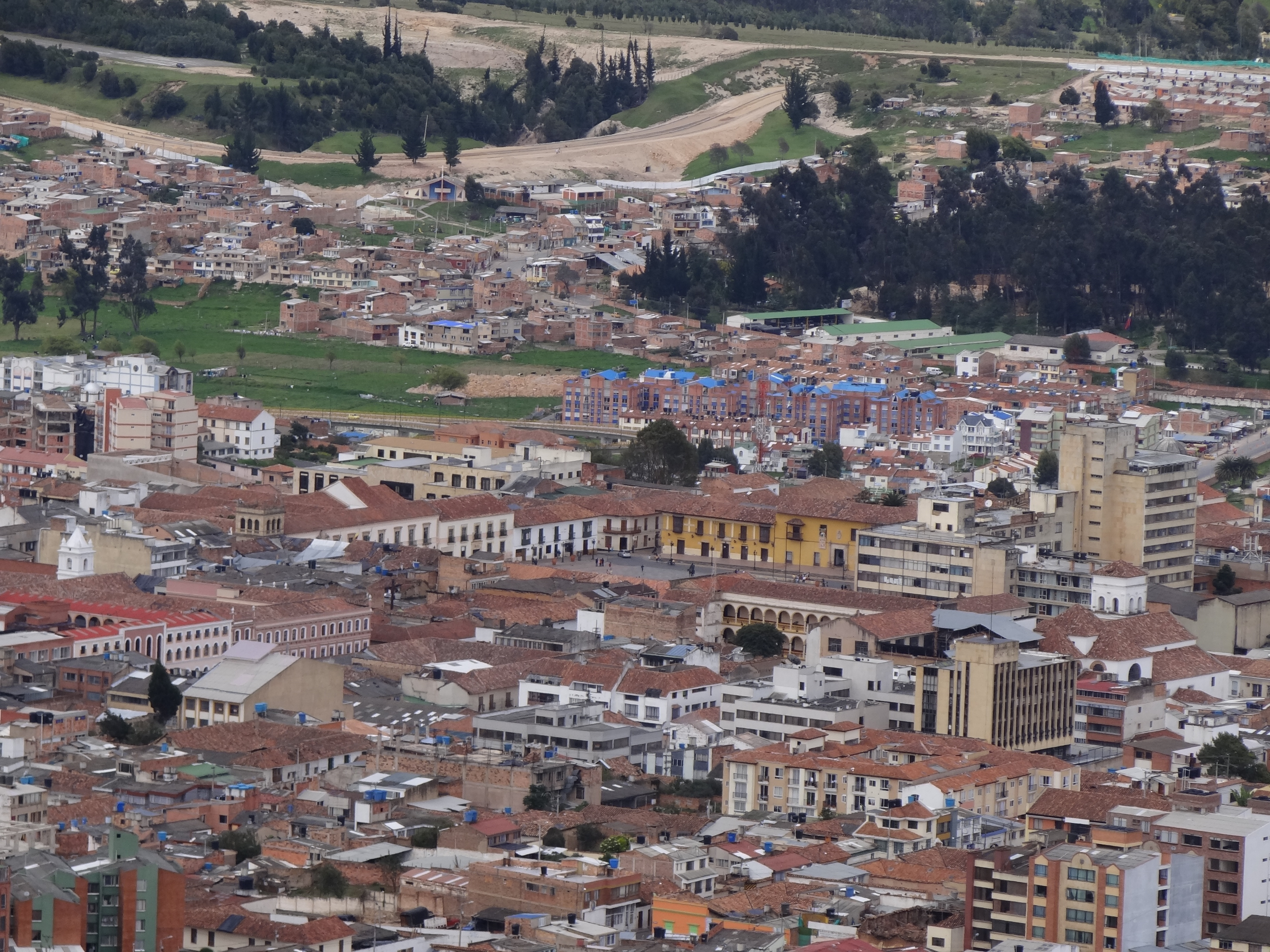
letecký snímek historického centra
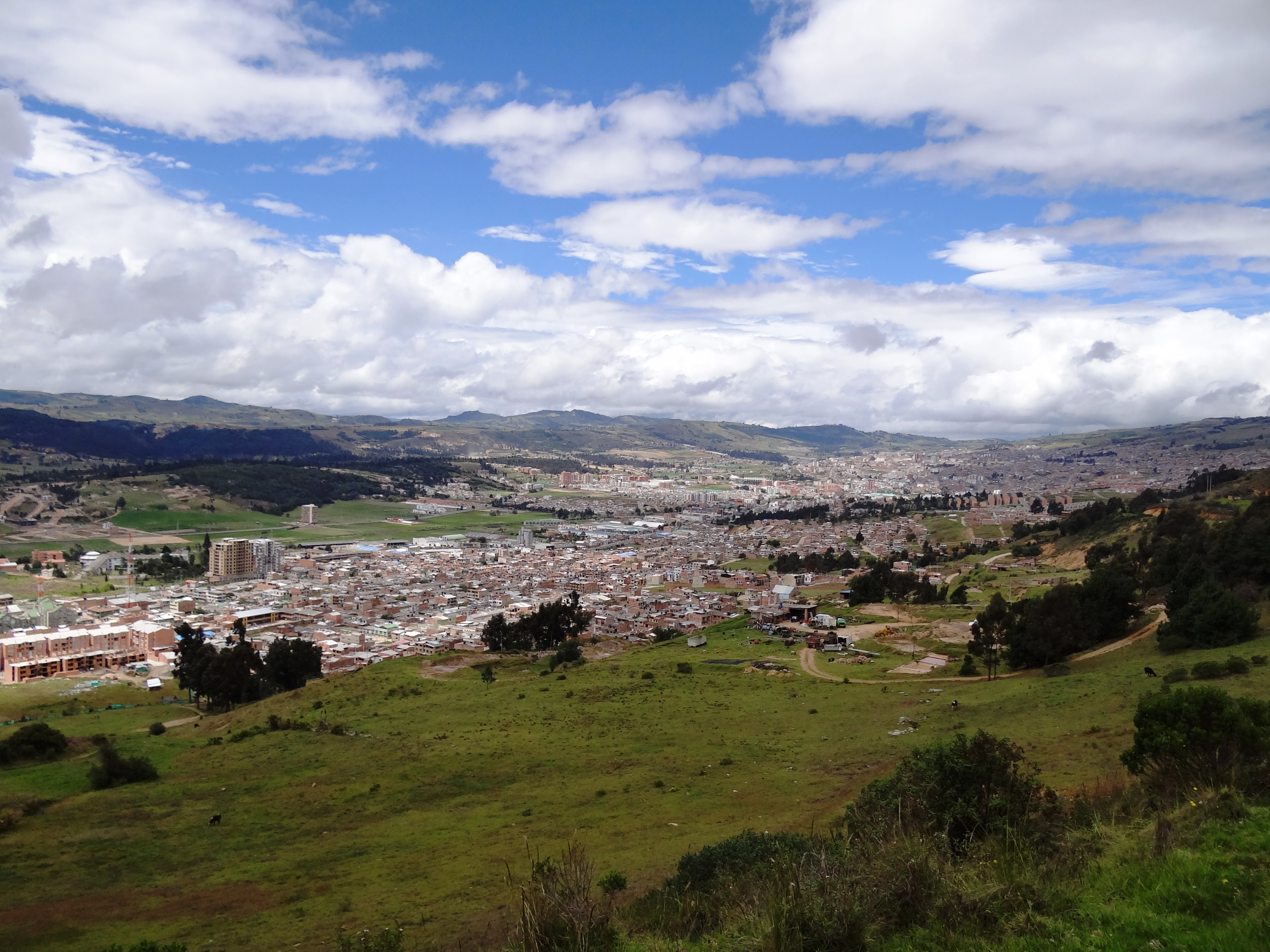
pohled na město od severu